# Малиновка (Волынская область)
Малиновка (укр. Малинівка) — село в Рожищенской городской общине Луцкого района Волынской области Украины.
До 2020 года входило в Рожищенский район.
Код КОАТУУ — 0724585006. Население по переписи 2001 года составляет 220 человек. Почтовый индекс — 45124. Телефонный код — 3368. Занимает площадь 0,674 км².
До 1964 г. село называлось Богушовка.